# Molukken-Hirscheber
Der Molukken-Hirscheber (Babyrousa babyrussa) ist eine Art der Hirscheber (Gattung Babyrousa), die heute ausschließlich auf den indonesischen Sula-Inseln Mangole und Taliabu sowie auf der Insel Buru vorkommt. Historisch umfasste das Verbreitungsgebiet zudem die Insel Sulawesi, wo diese Art heute ausgestorben ist.

## Merkmale
Die verschiedenen Arten der Hirscheber unterscheiden sich morphologisch nicht wesentlich. Die Tiere erreichen eine Kopf-Rumpf-Länge von 85 bis 110 Zentimeter, eine Schulterhöhe von 65 bis 80 Zentimeter und eine Schwanzlänge von 20 bis 32 Zentimeter. Sie haben einen rundlichen Körper mit relativ langen und dünnen Beinen. Die Behaarung des Molukken-Hirschebers ist vergleichsweise lang und dicht, während die beiden anderen rezenten Arten nahezu haarlos sind. Als weiterer Unterschied ist das Haarkleid des Molukken-Hirschebers gold-cremefarben oder schwarz, während es beim Sulawesi-Hirscheber (B. celebensis) rau und braungrau und beim Togian-Hirscheber (B. togeanensis) braun bis schwarz mit einer helleren Bauchseite ist.
Das auffallendste Merkmal der Hirscheber sind die stark ausgebildeten Stoßzähne der Männchen. Die oberen Eckzähne wachsen nicht in die Mundhöhle, sondern direkt durch die Schnauze nach oben, wo sie sich oberhalb der Schnauze nach hinten in Richtung Stirn krümmen. Sie erreichen eine Länge von bis zu 30 Zentimeter. Bei den Weibchen sind diese Zähne verkümmert oder nicht vorhanden. Die unteren Eckzähne wachsen ebenfalls aus dem Maul heraus und seitlich an der Schnauze vorbei nach oben.

## Verbreitung und Lebensraum

Verbreitungsgebiet von Babyrousa babyrussa

Der Molukken-Hirscheber ist heute ausschließlich auf den zu den Molukken gehörenden indonesischen Sula-Inseln Mangole und Taliabu sowie auf der Insel Buru verbreitet.
Historisch umfasste das Verbreitungsgebiet zudem die Insel Sulawesi, wo diese Art heute ausgestorben ist. Es wird davon ausgegangen, dass die Tiere auf den Inseln des heutigen Verbreitungsgebietes eingeführt wurden, wobei das tatsächliche historische Verbreitungsgebiet unbekannt ist.
Die Hirscheber leben in tropischen Regenwaldgebieten an den Ufern von Flüssen und Teichen, die reich an Wasserpflanzen sind.

## Lebensweise
Über die Lebensweise des Molukken-Hirschebers liegen nur wenige konkrete Angaben vor. Es wird angenommen, dass sie sich nur wenig von der Lebensweise des Sulawesi-Hirschebers unterscheidet.
Hirscheber sind Allesfresser (omnivor) und ernähren sich von verschiedenen Pflanzenteilen wie Blättern, Wurzeln und Früchten sowie von tierischer Nahrung wie wirbellosen Tieren (Insekten, Würmer) und kleinen Wirbeltieren. Wahrscheinlich suchen sie selektiv nach Nahrung, wobei sie anders als andere Schweineartige wahrscheinlich nicht so sehr im Boden wühlen, da ihnen die Verstärkung der Nase durch den Rostralknochen fehlt. Wahrscheinlich wühlen sie vor allem in lockerem Sand und schlammigem Boden. Die Tiere auf Sulawesi besuchen zudem Gebiete mit vulkanischen Salzvorkommen und trinken dort Wasser und fressen den Boden. Es ist anzunehmen, dass dies auch bei Babyrousa babyrussa vorkommt.
Wahrscheinlich bildet der Molukken-Hirscheber kleinere Gruppen, die gemeinsam unterwegs sind. Beim Sulawesi-Hirscheber wurden ältere Männchen häufig allein beobachtet, während die Gruppen meist aus maximal fünf Tieren, in der Regel Weibchen mit mehreren Jungtieren, bestehen. Allerdings wurden an Wasserstellen und anderen Treffpunkten auch Trupps von bis zu 13 Tieren beobachtet.

## Systematik
Der Molukken-Hirscheber wird gemeinsam mit drei weiteren Arten der Gattung der Hirscheber zugeordnet.
Diese vier Arten wurden ursprünglich als einzelne Art betrachtet und werden seit 2001/2002 als eigenständige Arten B. celebensis, B. togeanensis, B. babyrussa und B. bolabatuensis betrachtet. Dabei ist unklar, ob die Tiere von den Inseln Sulawesi, Muna, Buton und Lembeh, die aktuell dem Sulawesi-Hirscheber zugeordnet werden, nicht näher verwandt mit dem Molukken-Hirscheber sind.

## Bedrohung und Schutz
Die Art wird von der International Union for Conservation of Nature and Natural Resources (IUCN) aufgrund der Bestandsgröße als gefährdet (vulnerable) eingestuft. Begründet wird diese Einstufung aufgrund des sehr kleinen Verbreitungsgebietes, das auf die Sula-Inseln und Buru beschränkt ist. Darüber hinaus gingen die Bestände in den letzten Jahren vor allem aufgrund des Lebensraumverlustes durch Holzeinschlag und Landschaftsumwandlungen sowie durch die Jagd durch nicht-muslimische Teile der Bevölkerung zurück. Es wird erwartet, dass sich dieser Trend weiter fortsetzt.
Der tatsächliche Status der Populationen ist unbekannt, man geht jedoch davon aus, dass die Tiere vor allem in den verbliebenen Waldbeständen auf Buru und Taliabu weitgehend ungestört sind.

## Belege
1. 1 2 3  Ati Tislerics: Babyrousa babyrussa im Animal Diversity Net. Abgerufen am 20. Mai 2012.
2. ↑  Meijaard, E., J. P. d’Huart, and W. L. R. Oliver (2011). Babirusa (Babyrousa). Pp. 274–276 in: Wilson, D. E., and R. A. Mittermeier, eds. (2011). Handbook of the Mammals of the World. Vol. 2, Hoofed Mammals. ISBN 978-84-96553-77-4
3. 1 2 3 4 5 6 7 8  Babyrousa babyrussa in der Roten Liste gefährdeter Arten der IUCN 2011.2. Eingestellt von: A.A. Macdonald, J. Burton, K. Leus, 2008. Abgerufen am 20. Mai 2012.
4. ↑  Don E. Wilson & DeeAnn M. Reeder (Hrsg.): Babyrousa babyrussa (Memento des Originals vom 5. März 2016 im Internet Archive)  Info: Der Archivlink wurde automatisch eingesetzt und noch nicht geprüft. Bitte prüfe Original- und Archivlink gemäß Anleitung und entferne dann diesen Hinweis. in Mammal Species of the World. A Taxonomic and Geographic Reference (3rd ed).